# John Lydgate
John Lydgate (Lidgate, 1370 circa – Bury St Edmunds, 1450 circa) è stato un poeta e monaco benedettino inglese.

## Biografia
Ammesso a quindici anni al monastero benedettino di Bury St Edmunds, diventò monaco tre anni dopo. Ammiratore di Geoffrey Chaucer, diventò amico di suo figlio e per la critica è uno dei primi postchauceriani. Lavorò presso la corte di Enrico IV e dei suoi successori Enrico V ed Enrico VI. Ottenuto il favore dei sovrani, fu anche protetto da alcuni mecenati, come il sindaco e l'aldermanno di Londra, i chierici della Cattedrale di St Paul, Richard de Beauchamp e Umberto di Gloucester. Diventato priore di Hatfield Broad Oak nel 1423, lasciò presto l'incarico per dedicarsi totalmente alla letteratura. Visse gli ultimi anni della sua vita nel monastero di Bury Saint Edmunds.
Fu un prolifico scrittore di poemi, allegorie, favole e romanzi. Le sue opere principali sono Troy Book ("Il libro di Troia", iniziato nel 1412), Siege of Thebes ("L'assedio di Tebe", del 1422) e The Fall of Princes ("La caduta dei prìncipi"). I primi due sono cicli leggendari ispirati ai classici, che si propongono di trovare il male della società e del corpo nella faziosità e nell'ambizione; il terzo è una raccolta di exempla didattici per mettere in guardia i potenti dalla Fortuna.
Lydgate fu apprezzato dai contemporanei, probabilmente per la sua eloquenza e per lo stile ricercato, ma oggi la sua opera è vista come un passo indietro rispetto alle innovazioni di Chaucer. Rispetto al maestro, il benedettino ha un orizzonte intellettuale più stretto, poco realismo e un uso spropositato del didatticismo.
In passato gli era stato attribuito The Assembly of Gods, ma studi successivi hanno sconfessato l'ipotesi.